# Diócesis de la Iglesia del Oriente después de 1552
Las diócesis de la Iglesia del Oriente después de 1552 fueron las diócesis de la Iglesia del Oriente y sus ramas posteriores, tanto tradicionalistas (que finalmente se consolidaron como la Iglesia asiria de Oriente) como procatólica (que finalmente se consolidaron como la Iglesia católica caldea).

## Diócesis de la línea Eliya, hasta 1700

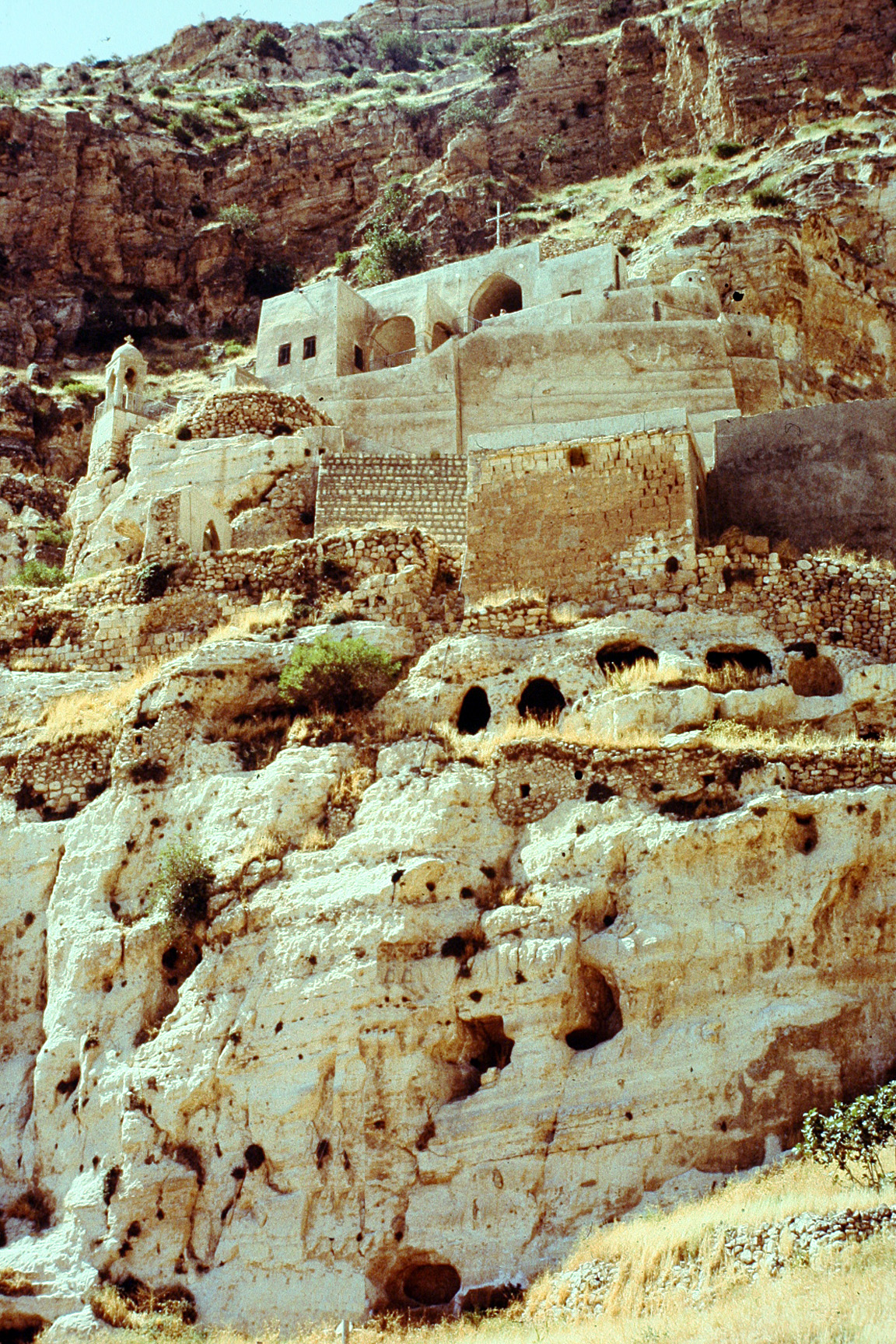
Monasterio Rabban Hormizd, residencia de la línea Eliya de patriarcas

El patriarca tradicionalista Shemʿon VII Isho ʿyahb (1539-1558), que residió en el monasterio Rabban Hormizd, consagró a dos metropolitanos, Isho ʿyahb para Nísibis, nominalmente con jurisdicción también sobre Amida y Mardin, y José para Gazarta. Isho ʿyahb probablemente no pudo ejercer su autoridad en Amida y Mardin, las cuales tenían metropolitanos católicos, pero José parece haber sido aceptado en Gazarta. El sobrino de Sem 'on, Eliya, permaneció como metropolitano de Mosul y natar kursya, y de los distritos de Mosul y Amadiya sin duda permanecieron leales a Semʿol VII.

### La jerarquía de Eliya VI (1558-1591)
El patriarca Eliya VI (1558-1591) tenía una jerarquía de al menos seis obispos: su hermano Hnanishoʿ, metropolitano de Mosul y natar kursya; Yahballaha, metropolitano de Berwari; Joseph y Gabriel, obispos de Gazarta; Ishoʿyahb, metropolitano de Nísibis, y Yohannan, metropolitano de Urmía. Mosul era la principal ciudadela tradicionalista, y Leonard Abel comentó en 1587 que aunque Sulaqa y sus tres sucesores habían sido todos patriarcas consagrados "de Mosul", ninguno había podido arrebatar la ciudad a sus rivales tradicionalistas. Entonces se convirtió en costumbre en el patriarcado de Mosul que el natar kursya del patriarca también fuera metropolitano de Mosul.

### La jerarquía de Eliya VII (1591-1617)
Según el informe de 1610, Eliya VII tenía seis metropolitanos (Eliya de Amida, Gabriel de Hesna d'Kifa, Ya ʿqob de Nísibis, José de Gazarta, Hnanishoʿ de Mosul y el natar kursya Shemʿon), y nueve obispos (Denha de Gwerkel, Yohannan de Abnaye, Ephrem de la diócesis de Atel de 'Ungi', Ishoʿyahb de Siirt, Yohannan de Atel, ʿAbdishoʿ de Salmas, José de Shemsdin, Abraham de Raikan y Abraham de 'las montañas'). Esta era una jerarquía considerablemente mayor que la que poseían sus predecesores, pero todos los metropolitanos y varios de los obispos están atestiguados en otros lugares, y no hay necesidad de dudar de su autenticidad. Algunas de las diócesis no se vuelven a mencionar, y al menos un obispo, Isho ʿyahb de Siirt, era sobrino y natar kursya de un metropolitano, para quien se tuvo que crear una diócesis ad hoc.
Otras fuentes mencionan a varios otros obispos en este período. A pesar de que los dos informes en gran medida se solapan, el informe de 1607 menciona varios obispos omitidos en el informe de 1610, incluyendo los metropolitanos 'Glanan Imech' de Sinyar, Sem 'on de Erbil, Denha de Lewun, Yahballaha de Van y Sem 'on de Albaq; y los obispos José de Nahrawan, Yohannan de 'Vorce', Yahballaha de Berwari y Abraham de Tergawar. El informe no mencionó sus lealtades, pero se sabe que Yahballaha de Berwari dependía de Eliya VII, y es probable que los metropolitanos de Sinyar y Erbil también estuvieran entre su jerarquía. Los metropolitanos Hnanishoʿ de Van y Abraham del distrito persa de 'Vehdonfores', probablemente el obispo de Tergawar mencionado en 1607, estuvieron presentes en el sínodo de Amida de Eliya VII en 1616.

### Las jerarquías Eliya VIII (1617-1660) y Eliya IX (1660-1700)
Eliya VIII (1617-1660) no consagró obispos para las históricas diócesis de Erbil, Nísibis y Hesna d'Kifa, probablemente porque sus comunidades siríacas orientales ya no eran lo suficientemente grandes como para necesitar un obispo, y durante su reinado el patriarcado de Mosul consistió de seis diócesis metropolitanas: Amida, Mardin, Gazarta, Siirt, Mosul y Salmas. Aunque mantuvo una correspondencia cordial con la Santa Sede de Roma, no estaba dispuesto a abandonar la fórmula cristológica tradicional nestoriana. Como Sem 'on X tenía reservas similares, las comunidades católicas en la Iglesia del Oriente se quedaron sin obispos católicos desde hacía varias décadas.

## Diócesis de la línea Simón, hasta 1700

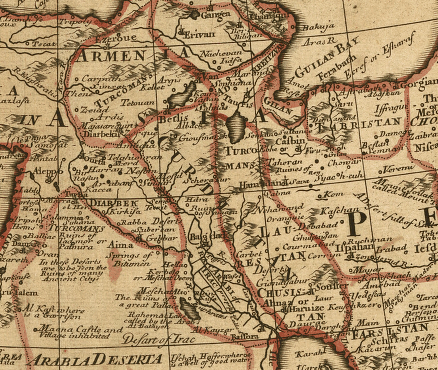
El país de la Iglesia del Oriente: detalle de un mapa de 1721

### La jerarquía de Simón VIII Yohannan Sulaqa (1552-1555)
Se le dijo a Roma que los principales impulsores de la rebelión en 1552 contra el patriarca Shemʿon VII Ishoʿyahb eran los obispos anónimos de Erbil, Salmas y Adarbaigán, que fueron apoyados por muchos sacerdotes y monjes de Bagdad, Kirkuk, Gazarta, Nísibis, Mardin, Amida, Hesna d'Kifa 'y muchos otros lugares cercanos'; mientras que según Leonard Abel, escribiendo en 1587, el apoyo de Yohannan Sulaqa provino principalmente de las ciudades de Amida y Siirt y los distritos rurales vecinos. Se dice que Sulaqa consagró a cinco metropolitanos y obispos durante su breve patriarcado. Es casi seguro que eran los metropolitanos Eliya Asmar y ʿAbdishoʿ Maron, consagrados por Sulaqa para Amida y Gazarta, respectivamente, en 1554, el hermano de Sulaqa, José, consagrado para Siirt pero enviado poco después a la India, y los metropolitanos Gabriel de Hesna d'Kifa y Hnanishoʿ de Mardin.

### La jerarquía de Abdisho IV Maron (1555-1567)
Según Leonard Abel, ʿAbdishoʿ IV Maron 'creó muchos sacerdotes, obispos y arzobispos, y muchas ciudades de caldeos nestorianos anteriormente leales a su rival se colocaron bajo su autoridad'. Abel pudo haber obtenido esta impresión de una notoria carta que acompañó a una profesión de fe católica enviada por ʿAbdishoʿ al papa Pío IV en 1562. Esta carta, que sobrevive en tres traducciones latinas ligeramente diferentes de un original siríaco perdido, pretende contener una lista de treinta y ocho metropolitanos y obispos que reconocieron su autoridad:

Yo, ʿAbdishoʿ, hijo de Yohannan, de la casa de Mari de la ciudad de Gazarta en el río Tigris, una vez fui monje del monasterio de San Antonio y de los hermanos Mar Ahha y Mar Yohannan, pero ahora lo soy, gracias a Dios y a la Sede Apostólica, Primado o Patriarca de la ciudad oriental de Mosul en Athor, bajo cuya jurisdicción se encuentran muchos metropolitanos y obispos. Estos incluyen la metrópoli de Arbel [Erbil] y las diócesis de Sirava [Shirawa] y Hancava [ʿAïnqawa]; la metrópoli de Cheptian [Telkepe] y las diócesis de Charamleys [Karamlish] y Achusch [Alqosh]; la metrópoli de Nassibin [Nísibis] y las diócesis de Macchazin, Tallescani y Mardin; la metrópoli de Siirt y la diócesis de Azzen [Hesna d'Kifa]; la metrópoli de Elchessen [Gazarta] y las diócesis de Zuch [Zakho] y Mesciara [Mansuriya]; la metrópoli de Gurgel [Gwerkel] y la diócesis de Esci [Shakh]; y la metrópoli de Amed [Amida] y las diócesis de Chiaruchia [Sharukhiya], Hain y Tannur [ʿAïn Tannur]. Todas estas regiones están bajo dominio turco.

También la metrópoli de Ormi Superior [Alto Urmi] y las diócesis de Ulcismi y Chuchia; la metrópoli de Ormi Inferior [Bajo Urmi] y las diócesis de Dutra, Saldos [Sulduz] y Escinuc [Eshnuq]; la metrópoli de Espurgan [Supurghan] y las diócesis de Nare [Neri] y Giennum [Gawilan?]; la metrópoli de Salmas y las diócesis de Baumar, Sciabathan [Shapatan] y Vasthan [Wastan]. Todas estas regiones están sujetas al emperador (o Sophi, como se le suele conocer) de los persas.

Además, en la India, sujetas a los portugueses, están las diócesis metropolitanas de Cochín, Cranganor y Goa; y la diócesis de Calicut, que también incluye la región de Coromandel, todavía en manos de nativos paganos.

El estatus de esta carta ha sido reconocido durante mucho tiempo como problemático, ya que el cuarto patriarca católico Shemʿon IX Denha tenía solo catorce obispos en 1580, y es poco probable que ʿAbdishoʿ tuviera una jerarquía mucho mayor varios años antes. Las ubicaciones de las catorce sedes metropolitanas enumeradas (con la excepción de Telkepe) tienen cierta plausibilidad, pero varias de las diócesis sufragáneas eran poco más que pueblos. Ninguno de ellos, hasta donde se sabe, había sido anteriormente la sede de un obispo, y los obispos que supuestamente tenían en 1562 no se mencionan en ninguna otra fuente. Es posible que ʿAbdishoʿ simplemente afirmó tener catorce diócesis (el mismo número que su sucesor), cuyos metropolitanos u obispos eran responsables de las diversas localidades enumeradas en cada metrópoli, y que el traductor malinterpretó su significado. Alternativamente, puede haber exagerado deliberadamente el tamaño de su jerarquía para impresionar a la Santa Sede. En cualquier caso, aunque quizás confirme la existencia de comunidades siríacas orientales en ciertos distritos y aldeas en este período e indique las áreas donde ʿAbdishoʿ reclamó apoyo, no se puede confiar en la carta como evidencia del número de obispos en su jerarquía.
Como guía para el apoyo de ʿAbdishoʿ, la carta debe tratarse con precaución. Su reclamo sobre los distritos occidentales (Amida, Mardin y Siirt tenían obispos católicos, y también controlaba los monasterios de Mar Pethion en el distrito de Mardin y Mar Yaʿqob el Recluso en el distrito de Siirt) era perfectamente razonable, y ciertamente tenía dos metropolitanos en la India. Su reclamo sobre los distritos de Erbil, Urmía y Salmas también puede haber sido justificado, en vista del apoyo a Sulaqa de sus obispos. Alqosh, sin embargo, era el bastión de su rival Shemʿon VII Ishoʿyahb, que también controlaba Telkepe y Karamlish. ʿAbdishoʿ tal vez se sintió obligado, como "patriarca de Mosul", a reclamar el distrito de Mosul, y pudo haber tenido un obispo nominalmente responsable de las aldeas de la llanura de Mosul.
Varios metropolitanos y obispos mencionados en otras fuentes pueden ser asignados plausiblemente a la jerarquía de ʿAbdishoʿ, y es interesante notar que sus diócesis coinciden con muchas de las diócesis metropolitanas enumeradas por ʿAbdishoʿ en 1562: el hermano de Sulaqa, José, metropolitano de Siirt, responsable también de la India desde 1555; Eliya Asmar, metropolitano de Amida de 1554 a 1582; Abraham, metropolitano de Angamaly en India; Hnanishoʿ, metropolitano de Nísibis y Mardin; el futuro patriarca Shemʿon VIII Yahballaha, metropolitano de Gazarta; Yohannan de Atel y Bohtan (Gwerkel de ʿAbdisho'), martirizado en 1572; el futuro patriarca Shemʿon IX Denha, metropolitano de Salmas, Siirt y Jilu; y Gabriel (y quizás su sucesor Sabrishoʿ ), obispo de Hesna d'Kifa.

### La jerarquía de Shemon IX Denha (1581-1600)
El cuarto patriarca católico Shemʿon IX Denha (1581-1600), bajo la presión de su rival nestoriano Eliya VII, abandonó los centros occidentales de Amida y Mardin que habían apoyado la unión con Roma, y gobernó su Iglesia desde el remoto monasterio de Mar Yohannan en el distrito de Salmas. Durante su vida conservó la lealtad de los obispos occidentales y fortaleció la jerarquía que había heredado al crear varias diócesis nuevas más allá de los distritos occidentales. Sus partidarios, mencionados en una carta de 1580 al papa Gregorio XIII poco después de su consagración, incluían no solo a los obispos occidentales Eliya de Amida, Hnanishoʿ de Mardin, José de Siirt, Yohannan de Atel y José de Gazarta, (antes leal a Eliya VI), pero también los metropolitanos José de Salmas, Sargis de Jilu, Hnanishoʿ de Shemsdin, ʿAbdishoʿ de 'Koma', tres hombres (dos llamado Denha y uno llamado Addaï) enumerados simplemente como metropolitanos, y el obispo Yohannan de 'Chelhacke'. 'Koma' era probablemente el monasterio de Mar ʿAbdishoʿ cerca de la aldea de Komane en el distrito de ʿAmadiya, mientras que 'Chelhacke' puede ser una deformación de Slokh (ܣܠܘܟ), el nombre siríaco de Kirkuk.

### La jerarquía de Shemon X (1600-1638)
La lealtad de varios distritos cambió drásticamente con la adhesión del patriarca protradicionalista Shemʿon X en 1600, quien dividió su residencia entre Salmas y Qodshanes. El retorno de Shem'on a la antigua fe fue bien recibido en algunos distritos, lo que le permitió consagrar obispos para los distritos Atel y Berwari, que anteriormente dependían de los patriarcas de Mosul. Por otro lado, los obispos occidentales traspasaron su lealtad al patriarca Eliya VII, principalmente porque se sentía más entusiasmado por la unión con Roma que su rival, pero quizás también porque no deseaban ser gobernados por un patriarca que no podía o no quería salir del remoto distrito de Salmas. Estos cambios dieron al patriarcado de Mosul el control de una amplia franja de territorio de las tierras bajas que se extiende desde Amida hasta Erbil, incluidas las ciudades importantes de Amida, Siirt, Gazarta, ʿ Amadiya, Mosul y Alqosh, mientras que Shemʿon X se quedó con los distritos montañosos de Bohtan, Berwari y Hakkâri, y el distrito de Urmía.
Según el informe de 1610, Shemʿon X tenía solo cinco metropolitanos (Hnanishoʿ de Shemsdin, Sargis de Jilu, Ishoʿyahb de 'las fronteras persas', Sabrishoʿ de Berwari y el natar kursya Addaï), y tres obispos (José de Urmía, Giwargis de Sat y ʿAbdishoʿ de Atel).

### Las jerarquías de Shemon XI, Shemon XII y Shemon XIII
El alcance de la jurisdicción de los patriarcas de la línea Simón durante el mandato de Shemon XI (1638-1656), Shemon XII (1656-1662) y Shemon XIII (1662-1700) se conoce a partir de pruebas fragmentarias, sin incluir la carta del 29 de junio de 1653 del patriarca Semʿon XI al papa Inocencio X:

De hecho, muchos son los cristianos caldeos bajo Mar Shemʿon, en las siguientes regiones: Julmar (Julamerk), Barur [Barwar d'Qudshanis], Gur (Gawar), Galu (Jilu), Baz, Dasen, Tachuma (Tkhuma), Jatira (Tiyari), Valta (Walto), Talig (Tal), Batnura (Beth Tannura, es decir, Berwari), Luun (Lewun), Nudis (Norduz), Salmes (Salmas), Albac (Albaq), Hasaph (Hoshab), Van (Van), Vasgan (Wastan), Arne (Neri), Suphtan (Shapatan), Targur (Tergawar), Urmía, Anzel, Saldus (Sulduz), Asnock (Eshnuq), Margo (Mergawar), Amida y 'Gulnca'. En estas regiones son 40.000 familias, todos los hijos de la célula del Mar Sem'on.

Como era de esperar, la mayoría de las localidades enumeradas se encuentran en los distritos de Hakkâri y Urmía, pero Amida y Van son inclusiones interesantes. Ambos distritos dependían del patriarca Eliya VII a principios de siglo, pero su dependencia a mediados del siglo XVII en el patriarcado Qodshanes, probablemente a causa de las simpatías católicas de Sem'on XI, que son confirmadas por varios colofones. Con estas dos excepciones, el patriarcado de Qodshanes cubría aproximadamente la misma área en 1653 que en 1610. La cifra de 40 000 familias parece demasiado alta.

## Lealtad de los monasterios siríacos orientales

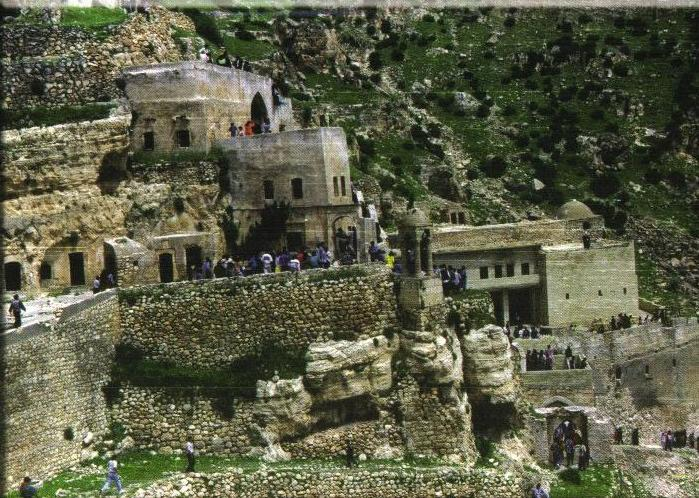
El monasterio Rabban Hormizd, Alqosh

Los informes de 1607 y 1610 también mencionaron que la Iglesia del Oriente solía tener más de cien 'monasterios', y enumeró más de cuarenta edificios separados todavía en uso a principios del siglo XVII, la mayoría de los cuales se pueden identificar fácilmente. El término 'monasterio' parece haber sido usado por los escribas del Vaticano para traducir la palabra siríaca ʿumra, que también podría significar una gran iglesia, y al menos once de estos 'monasterios' (particularmente los del distrito montañoso de Hakkâri), fueron simplemente iglesias (Mar Giwargis en Gazarta, Mar Pinhas en Hawsar, Mar ʿAbdishoʿ en Nerem, Mar Tahmasgard, Mar Pethion y Mar Thomas en Kirkuk, Mar Giwargis en Ashitha, Mar Shallita en Qodshanes, Mar ʿAbdishoʿ y Mar Qardagh en Beth ʿAziza, Mar Pethion en Mazraʿa, Mar Zayʿa en Matha d'Mar Zayʿa y tal vez otros). Otros, sin embargo, eran verdaderos monasterios, y los colofones manuscritos confirman que muchos de ellos sí tenían monjes en este período.
Los monasterios genuinos en las dos listas (los monasterios de Mar Awgin, Mar Abraham de Kaskar, Mar Yaʿqob el Recluso, Mar Yohannan el Egipcio, Mar Ahha, Rabban BarʿIdta, Mar Yaʿqob de Beth ʿAbe, Mar Mikha'il, Mar Eliya de Hirta, Rabban Hormizd el Persa y Mar Sabrishoʿ de Beth Qoqa), todos los cuales tenían una larga y orgullosa historia, eran todos leales a Eliya VII en este período. Los colofones de los manuscritos supervivientes confirman que el monaquismo se practicó en gran medida en el patriarcado de Mosul hasta mediados del siglo XVIII y que apenas existió en el patriarcado de Qodshanes. Se conocen unos 30 monjes nestorianos de los monasterios del patriarcado de Mosul entre 1552 y 1743 (cuando el monasterio de Rabban Hormizd fue abandonado temporalmente), y unos 150 monjes católicos en los monasterios caldeos después de 1808. De los muchos escribas conocidos del patriarcado de Qodshanes, sólo uno, el solitario Rabban Yonan del siglo XIX, se describió a sí mismo como un monje.
La posesión de estos importantes monasterios dio al patriarcado de Mosul acceso a los talentos de una élite instruida y educada, y los tesoros de la literatura siríaca oriental conservados en sus bibliotecas dieron un impulso a la profesión de escribas y probablemente alentaron el crecimiento de las grandes familias de escribas de Alqosh. Por supuesto, había escribas y sacerdotes letrados y manuscritos antiguos en el patriarcado de Qodshanes, pero muchos menos. La existencia de una élite educada de escribas y monjes, junto con la descendencia de sus patriarcas de la antigua familia patriarcal, dio a los patriarcas de Mosul un prestigio (plenamente apreciado por el Vaticano) que sus rivales de Qodshanes nunca podrían esperar igualar.

## Diócesis del patriarcado de Amida
La conversión del obispo tradicionalista José en Amida al catolicismo en 1672 revivió el movimiento procatólico, que prosperó en los distritos occidentales después de que las autoridades otomanas reconocieron a José de Amida como patriarca independiente en 1681. Entre 1681 y 1830 hubo tres patriarcados siríacos orientales, dos nestorianos y uno católico. Para el nuevo patriarcado de Amida, el siglo XVIII fue de un éxito casi ininterrumpido. A principios de siglo contaba con un solo metropolitano, Amida misma. Aunque rechazado en un intento de consagrar al sacerdote católico Khidr metropolitano de Mosul en 1724, José III consagró metropolitanos para Mardin y Siirt antes de su partida a Roma en 1731, llevando a muchos cristianos siríacos orientales en la región de Siirt de su anterior dependencia de la línea Eliya, y también aseguró el reconocimiento de las minorías católicas en Mosul y las aldeas de la llanura de Mosul. En 1757 Laʿzar Hindi, el metropolitano caldeo de Amida, calculó que había poco menos de 20 000 católicos en el patriarcado de Amida, de los cuales unos 8000 vivían en las regiones de Amida y Mardin, 5000 en la región de Siirt y 6000 en Mosul y la llanura de Mosul. Como la población siríaca oriental del patriarcado de Mosul en este período es poco probable que haya superado los 50 000, de los cuales quizás 10 000 vivían en la región de Mosul, los católicos para entonces eran probablemente la mayoría en Mosul y sus alrededores. La escala de la penetración católica sin duda animó a Eliya XI (muerto en 1778) a iniciar negociaciones con la Santa Sede en la década de 1770, y a Yohannan Hormizd a convertirse al catolicismo.
| Diócesis | N.º. de iglesias | N.º. de fieles | Diócesis | N.º. de iglesias | N.º. de fieles |
| -------- | ---------------- | -------------- | -------- | ---------------- | -------------- |
| Bagdad   | 1                | 400            | Mardin   | 1                | 3000           |
| Mosul    | 6 o 7            | 6000           | Siirt    | 8                | 5,000          |
| Amida    | 3                | 5000           | Total    | 19 o 20          | 19 500         |

En 1796 Fulgence de Sainte Marie, vicario apostólico de Bagdad, visitó Amida y Mosul y registró las siguientes estadísticas con respecto a los dos patriarcados.
| Patriarcado              | N.º. de sacerdotes | N.º. de diáconos y subdiáconos | N.º. de familias |
| ------------------------ | ------------------ | ------------------------------ | ---------------- |
| Patriarcado de Amida     | 35                 | 60                             | 1061             |
| Patriarcado de Babilonia | 64                 | –                              | 2962             |
| Total                    | 99                 | 60 o más                       | 4033             |

## Diócesis de la línea Elías, 1700-1804
Dados los recursos que controlaba, no es de extrañar que el siglo XVII fuera un período de sólidos logros para el patriarcado de Mosul. Recuperó su antigua autoridad en los distritos occidentales, consagrando obispos tradicionalistas para las diócesis católicas fundadas por Sulaqa un siglo antes. La actividad de los escribas, anteriormente concentrada en el distrito de Gazarta, se trasladó a Mosul, a los pueblos cercanos de Telkepe y Tel Isqof, y sobre todo a Alqosh, cuyas familias Shikwana y Nasro surgieron en la segunda mitad del siglo para establecer un dominio que no era seriamente desafiado hasta la segunda mitad del siglo XIX.

### La jerarquía de Eliya XI (1722-1778)
A principios del siglo XVIII el patriarcado de Mosul había perdido su influencia en las fortalezas católicas de Amida y Mardin, pero aún conservaba la lealtad de una parte considerable de la Iglesia del Oriente que deseaba seguir siendo nestoriana. De los colofones del manuscrito se desprende claramente que la mayoría de las numerosas aldeas siríacas orientales en los distritos de Siirt, Gazarta, ʿAmadiya y Aqrah todavía eran nestorianas y leales a la línea Eliya en este período, al igual que las comunidades siríacas orientales supervivientes en Erbil y distritos de Kirkuk. Mosul y varias aldeas de la llanura de Mosul tenían importantes comunidades católicas, pero los nestorianos permanecieron en la mayoría, y el monasterio de Rabban Hormizd siguió siendo una ciudadela nestoriana hasta que fue abandonado en la década de 1740. Curiosamente, el patriarcado de Mosul tenía muy pocos obispos para administrar estos grandes territorios. Aparte del propio patriarca y su natar kursya, responsable del distrito de Mosul, solo Gazarta y Siirt tenían obispos a principios de siglo, y no parece que se haya hecho ningún esfuerzo por consolidar la lealtad de otros distritos dándoles obispos. La política de Eliya XI parece haber sido preservar el statu quo. Respondió bruscamente a un intento de José III de consagrar un metropolitano católico para Mosul en 1724, y después de la consagración del obispo católico Shemʿon Kemo para Siirt alrededor de 1730 envió un obispo nestoriano al distrito durante la ausencia de José en Roma. En ambas ocasiones, sin embargo, simplemente reaccionó a un desafío católico. Esta inercia fue un factor importante en el éxito final del movimiento católico.

### La jerarquía de Eliya XII (1778-1804)
El 11 de octubre de 1779 el recientemente entronizado patriarca Eliya XII Ishoʿyahb escribió al patriarca de Qodshanes Shemʿon XV en busca de información para un reporte al Vaticano. En su carta mencionó que recientemente se había celebrado un sínodo en Alqosh bajo su presidencia, en el que estaban presentes los siguientes siete obispos: el metropolitano y natar kursya Mar Ishoʿyahb; el 'anciano' Mar Hnanishoʿ, metropolitano de Nuhadra [ʿAmadiya]; Mar Sem'on, obispo de Sinyar y Mosul; Mar Yahballaha, obispo de Gazarta; Mar Denha, obispo de Aqrah; Mar Saba, obispo de 'Beth Zabe'; y Mar Ishoʿsabran, obispo de Erbil. Esta es una lista desconcertante, ya que solo se menciona al metropolitano Hnanishoʿ en otra parte, pero puede ser genuina y reflejar una reacción de Eliya XII Ishoʿyahb a la política conservadora de su tío Eliya XI Denha. La diócesis de Beth Zabe, no atestiguada en otro lugar, era probablemente el distrito de Tiyari alrededor del Gran Zab, cuya iglesia más famosa estaba dedicada a Mar Saba. Aunque el distrito de Tiyari estaba bajo el control de la línea Simón a mediados del siglo XIX, se copiaron varios manuscritos en Alqosh para las aldeas de Tiyari en la segunda mitad del siglo XVIII, lo que indica que en ese momento miraban hacia Mosul. Algunos de los obispos mencionados pueden haber sido jóvenes natar kursyas, para quienes tuvieron que crearse diócesis ad hoc hasta que se produjo una vacante en una de las diócesis tradicionales.

## Diócesis de la línea Simón, 1700-1918

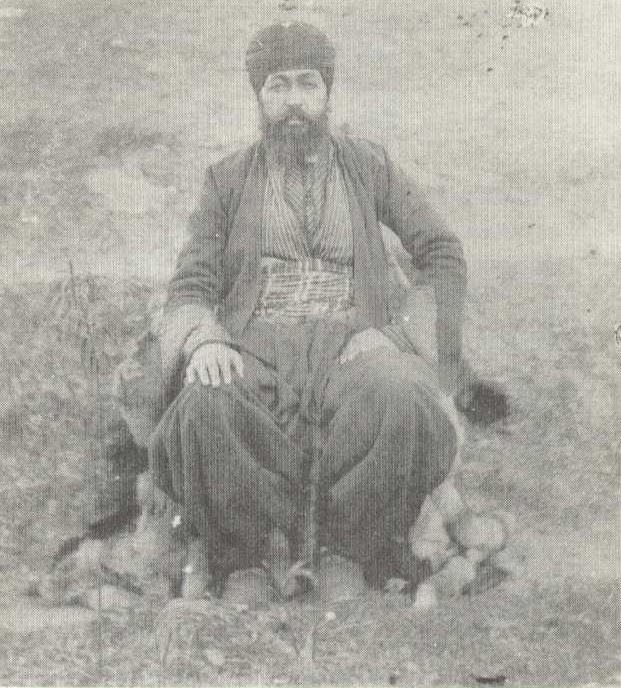
El patriarca nestoriano Shemʿon XVIII Rubil (1861-1903)

Varios obispos del patriarcado de Qodshanes se mencionan en los colofones de los manuscritos, y sus nombres y los nombres de sus sedes presagian la organización descrita por los observadores occidentales a mediados del siglo XIX. Hay frecuentes referencias a lo largo del siglo XVIII a los metropolitanos llamados Hnanishoʿ, que tenían su sede en la aldea de Mar Ishoʿ en el distrito de Shemsdin, y cuya jurisdicción cubría los distritos de Shemsdin y Tergawar. Los colofones también se refieren a los obispos de Berwari llamados Ishoʿyahb, un obispo de Gawar en 1743 llamado Sliba, y un obispo de Jilu en 1756 llamado Sargis. Khidr de Mosul mencionó a varios obispos del distrito de Urmía en 1734, también con nombres que tienen su paralelo en el siglo XIX: Gabriel, Yohannan, ʿAbdishoʿ, José, Abraham e Ishaʿya.
Los informes hechos en las décadas de 1830 y 1840 por varios observadores ingleses y estadounidenses (en particular Perkins, Grant, Ainsworth y Badger) mencionan al menos catorce diócesis en el patriarcado de Qodshanes. Además de una gran diócesis en el centro de Kurdistán bajo el control directo del patriarca y la diócesis de Shemsdin, bajo el mutran Hnanishoʿ, había tres diócesis tradicionales en Turquía, Berwari, Gawar y Jilu, cuyos obispos (Mar Ishoʿyahb, Mar Sliba y Mar Sargis) tenían sus sedes en los pueblos de Dure, Gagoran y Matha d'Mar Zayʿa respectivamente. En la década de 1840 también hubo una breve diócesis nestoriana de 'Zibar y Mezuri' en el distrito de Aqrah, cuyo metropolitano, Mar Abraham, residía en el pueblo de Nerem (Gunduk). Esta diócesis no se vuelve a mencionar y parece haber caducado después de la creación de la diócesis caldea de Aqrah. También había una diócesis nestoriana para el distrito de Gazarta, cuyo metropolitano, Mar José, tenía su sede en el monasterio de Isaac de Nínive cerca de Shakh antes de su muerte en 1846, y en 1850 había otros dos obispos nestorianos en el distrito de Atel, Mar Shemʿon y Mar Tomás. Según Badger, el mutran Hnanishoʿ tenía tres obispos sufragáneos, probablemente todos consagrados algunos años antes, 'cuyas diócesis incluyen los distritos de Ter Gawar, Mar Gawar, Somâva, Bradnostai y Mahmedayeh'. Uno de estos sufragáneos parece haber sido Mar Abraham, quien tenía su sede en la aldea de ʿArmutaghaj en la llanura de Urmía y fue responsable de varias aldeas en el distrito de Tergawar hasta su muerte en 1833. Otro obispo sufragáneo, que actuó como ayudante del mutran, estaba en Tis en Khumaru.
También había cuatro diócesis en el distrito de Urmía de Persia, cuyos obispos (Mar Yohannan, Mar José, Mar Gabriel y Mar Eliya) tenían sus sedes en Gawilan y ʿAda en el distrito de Anzel, y Ardishai y Gugtapah en el distrito de Baranduz, respectivamente (un quinto obispo, Abraham, residía en la aldea de ʿArmutaghaj y fue responsable de varias aldeas en el distrito de Tergawar hasta su muerte en 1833). Si bien las diócesis de Mar Yohannan y Mar Gabriel contenían cada una numerosas aldeas, y parecen haber sido tradicionales, los otros dos obispos eran responsables solo de las grandes aldeas en donde estaban sus sedes, y sus diócesis pueden haber sido creadas ad personam. En este período, los obispos de las diócesis históricas tomaron regularmente un nombre distintivo asociado con sus diócesis (Hnanishoʿ de Shemsdin, Ishoʿyahb o Yahballaha de Berwari, Sargis de Jilu, Sliba de Gawar, Yohannan de Anzel y Gabriel de Ardishai), y estas diócesis se consideraban claramente diferentes de las diócesis ad personam en los distritos de Shemsdin y Urmía que existían a su lado.
En la segunda mitad del siglo XIX siguió desarrollándose el episcopado nestoriano. En el distrito de Urmía, las diócesis de ʿAda y Gugtapah parecen haber caducado tras la muerte de sus titulares. Las dos diócesis principales, Anzel y Ardishai, continuaron, y en 1874 se estableció una nueva diócesis para la gran aldea de Supurghan en Anzel, cuyo obispo, Mar Yonan, se unió a la Iglesia ortodoxa rusa en 1896 y la misión eclesiástica rusa en Urmía fue formada. El distrito de Sulduz se separó de la diócesis de Ardishai y se le dio su propio obispo. Otros obispos se mencionan en otras fuentes. En el distrito de Bohtan, un obispo nestoriano tenía su sede en Eqror, un pueblo no lejos de Zakho, y otro en el monasterio de Mar Quriaqos en el pueblo de Elan. En 1891 también se registra un obispo nestoriano anónimo en Zoghget, en el distrito de Arzún. También se dice que un obispo nestoriano vivía en la aldea de ʿAqri en Berwari.

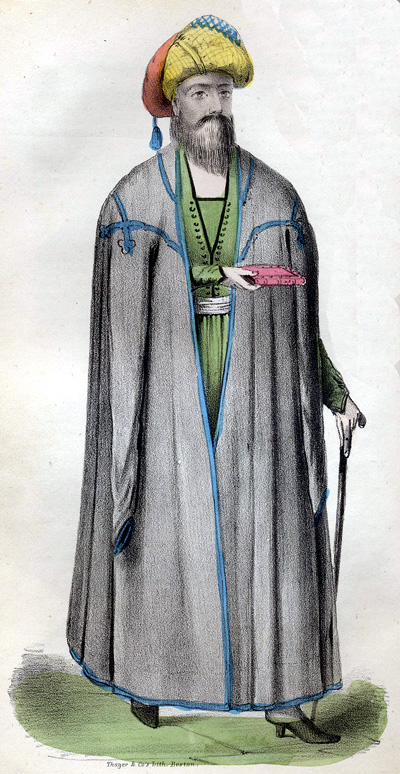
El obispo nestoriano Eliya de Gugtapah, c. 1831, visto por el misionero estadounidense Justin Perkins

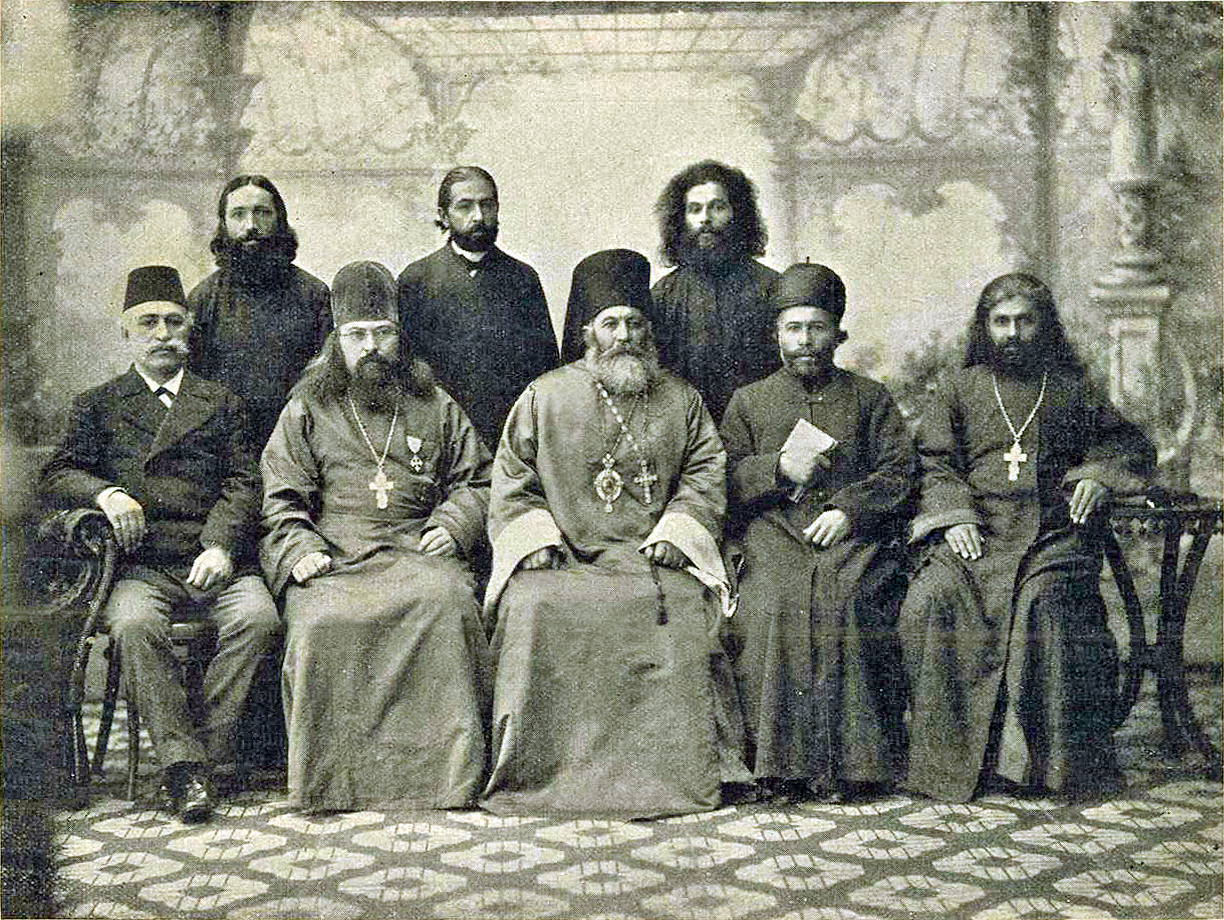
El obispo Yonan unido a la Iglesia ortodoxa rusa en 1898. San Petersburgo

El anciano obispo Ishoʿyahb de Berwari murió probablemente poco después de 1850, y en 1868 el distrito de Berwari tenía tres obispos (sus natar kursyas Ishoʿyahb y Yahballaha, y un tercer obispo, Yonan, que residía en la aldea de ʿAqri). Yahballaha murió entre 1877 y 1884, y la jerarquía de Qodshanes a fines de la década de 1880 contenía doce obispos: el mutran Isaac Hnanishoʿ (consagrado después de la muerte de su predecesor José en 1884) y el natar kursya Abraham (consagrado en 1883), cinco obispos en el distrito de Hakkâri (Sargis de Jilu, Sliba de Gawar y los tres sufragáneos del mutran, Yohannan de Tuleki, Denha de Tis y Sabrisho' de Gawar), dos obispos en el distrito de Berwari (Isho'yahb de Duré y Yonan de ʿAqri) y tres obispos en el distrito de Urmía (Gabriel de Ardishai, Yohannan de Anzel y Yonan de Supurghan).
La diócesis de Anzel efectivamente dejó de existir después de que su obispo Yohannan se fuera a Inglaterra en 1881, y la otra diócesis histórica de Urmía, Ardishai, llegó a su fin con el asesinato de su obispo Gabriel en 1896. El obispo (ortodoxo ruso) Yonan de Supurghan murió en 1908, y en 1913 el distrito de Urmía tenía tres obispos siríacos orientales, uno ortodoxo ruso (Eliya de Tergawar) y dos dependientes del patriarcado de Qodshanes (Denha de Tis y Ephrem de Urmía). También hubo varios cambios en el distrito de Hakkâri en las últimas décadas antes del estallido de la Primera Guerra Mundial. El natar kursya Abraham Shemʿonaya se convirtió al catolicismo en 1903 y poco después se unió a la Iglesia caldea como obispo de la efímera diócesis caldea de Hakkâri. El obispo de Sliba Gawar huyó a Eriván poco antes de 1892 y no volvió a su diócesis, y el obispo de Yohannan Tuleki murió poco antes de 1911. En el distrito Berwari Isho'yahb de Duré, después de un breve flirteo con la Iglesia caldea, fue reemplazado en 1907 por Yalda Yahballaha. El obispo Eliya Abuna fue consagrado para Alqosh en 1908 y poco después fue enviado a administrar las aldeas del distrito de Taimar. En comparación con los doce obispos mencionados por Maclean, Browne y Riley en la década de 1880, la jerarquía de Qodshanes en vísperas de la Primera Guerra Mundial parece haber estado formada como máximo por ocho obispos: el mutran Isaac Hnanishoʿ de Shemsdin; los obispos Yalda Yahballaha de Berwari, Zayʿa Sargis de Jilu, Denha de Tis, Ephrem de Urmía y Abimalek Timoteo (consagrado para Malabar en 1907); y, si todavía estaban vivos, los obispos Sabrishoʿ de Gawar (mencionado por última vez en 1901) y Yonan de ʿAqri (mencionado por última vez en 1903).

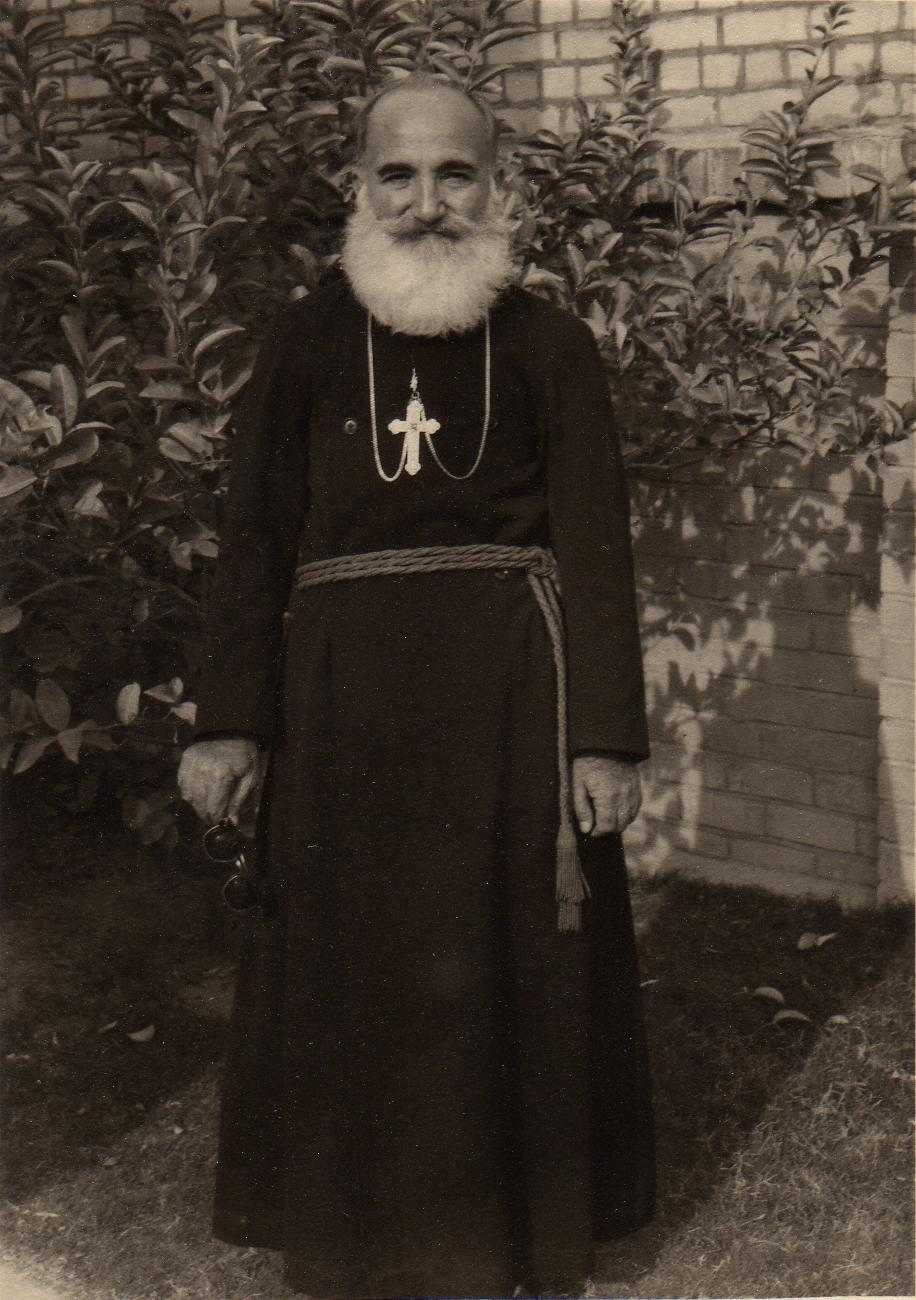
El mutran José Hnanishoʿ (1893-1977)

Un artículo publicado en 1913 afirmó que la jerarquía de Qodshanes en esa fecha también incluía un obispo de Gawar llamado Sliba y obispos no identificados de Ashitha, Mar Behishoʿ, Walto, Tkhuma, Baz, Tal y Tiyari, y también mencionó que un obispo llamado Stephen, 'de Zirabad', una aldea (por lo demás desconocida) en el distrito de Gawar, había muerto recientemente, y que su joven natar kursya estaba estudiando en la residencia patriarcal de Qodshanes. Esta lista (aunque citado por Fiey en Pour un Oriens Christianus Novus) no puede considerarse genuina, ya que ninguno de estos obispos es mencionado por Tfinkdji ni por las misiones occidentales en Kurdistán antes de 1914, ni por ninguna fuente posterior. El curso de los combates en los distritos de Hakkâri y Urmía durante la Primera Guerra Mundial está bien documentado y es imposible creer que nueve obispos de Hakkâri desaparecieron sin dejar rastro durante este período. De hecho, se sabe que solo tres miembros de la jerarquía de Qodshanes murieron durante o inmediatamente después de la Primera Guerra Mundial (Denha de Tis en 1915, el patriarca Shemʿon XIX Benjamín en marzo de 1918 y el mutran Isaac Hnanishoʿ en 1919), y la jerarquía del patriarca Semʿon XX Paul en 1919 consistió en cuatro obispos: el mutran José Hnanishoʿ, consagrado en abril de 1919, y los obispos Sargis de Jilu, Yahballaha de Berwari y Abimalek Timoteo de Malabar, todos consagrados antes de la Primera Guerra Mundial.
Las primeras estimaciones razonablemente científicas de la población del patriarcado de Qodshanes se hicieron en el siglo XIX, pero debido a que en la mayoría de los casos los datos no registraron individuos sino familias (definidas normalmente como seis, pero ocasionalmente tan solo cinco o hasta diez individuos), los intentos de extrapolar un total en términos de individuos podría variar notablemente. En la década de 1830, Eli Smith estimó la población nestoriana de la región de Hakkâri (aparentemente excluyendo los distritos de Bohtan y Shemsdin) en 10 000 familias (60 000 individuos), con otros 25 000 nestorianos y caldeos viviendo en los distritos de Salmas y Urmía. En 1850 Badger calculó la población del patriarcado de Qodshanes en 11 378 familias, o alrededor de 70 000 individuos, de los cuales 21 000 vivían en los territorios tribales.
Las cifras de Badger, proporcionadas por el archidiácono del patriarca Abraham y reducidas en un tercio como resultado de sus propias observaciones, son más confiables que sus bajas estimaciones para la Iglesia caldea. No pudo proporcionar información detallada sobre los distritos de Shemsdin y Urmía, pero calculó que había alrededor de 23 aldeas en el distrito de Bohtan y proporcionó los nombres de 222 aldeas en las otras diócesis.
| Diócesis      | N.º. de aldeas | N.º. de iglesias | N.º. de sacerdotes | N.º. de familias | Diócesis         | N.º. de aldeas | N.º. de iglesias | N.º. de sacerdotes | N.º. de familias |
| ------------- | -------------- | ---------------- | ------------------ | ---------------- | ---------------- | -------------- | ---------------- | ------------------ | ---------------- |
| Aqrah         | 15             | 13               | 9                  | 249              | Gawar            | 45             | 34               | 18                 | 1082             |
| Berwari       | 27             | 20               | 18                 | 348              | Shemsdin y Urmía | –              | 38               | 34                 | 4,500            |
| Gazarta       | 23             | 23               | 16                 | 220              | Lewun y Norduz   | 15             | 9                | 7                  | 222              |
| Del patriarca | 100            | 75               | 62                 | 2778             | Jilu             | 18             | 14               | 10                 | 1168             |
|               |                |                  |                    |                  | Total            | –              | 249              | 188                | 11 378           |

Las cifras de Badger para 1850 se complementan de manera útil con las estadísticas proporcionadas por Edward Cutts en 1877. Las estadísticas de Cutts no incluían las aldeas nestorianas en los distritos de Zibar, Berwari y Bohtan mencionados por Badger, pero proporcionaban cifras detalladas para las aldeas de Shemsdin, Tergawar y Urmía, para los cuales Badger no tenía información confiable.
| Diócesis      | N.º. de aldeas | N.º. de iglesias | N.º. de sacerdotes | N.º. de familias | Diócesis  | N.º. de aldeas | N.º. de iglesias | N.º. de sacerdotes | N.º. de familias |
| ------------- | -------------- | ---------------- | ------------------ | ---------------- | --------- | -------------- | ---------------- | ------------------ | ---------------- |
| Del patriarca | 96             | 88               | 81                 | 2274             | Anzel     | 34             | 23               | 22                 | 972              |
| Jilu          | 21             | 38               | 37                 | 1650             | Supurghan | 3              | 2                | 1                  | 290              |
| Gawar         | 74             | 56               | 43                 | 1497             | Ardishai  | 90             | 40               | 28                 | 2888             |
| Shemsdin      | 57             | 43               | 36                 | 1067             | Total     | 375            | 290              | 248                | 10 638           |

Estas dos estadísticas, aunque con más de veinte años de diferencia, coinciden en general donde se superponen, y las estadísticas de 1877 también están en línea con las estadísticas compiladas en 1862 por Sophoniah para el distrito de Urmía. La estimación de Sophoniah de 4050 familias nestorianas en el distrito de Urmía en 1862 está muy cerca de la cifra de Cutts de 4150 familias en 1877. Dado el amplio acuerdo de estas tres fuentes separadas, se puede hacer una estimación aproximada de la población total del patriarcado de Qodshanes en 1877 al agregar las estadísticas de Badger para las diócesis de Berwari y Bohtan en 1842 a las cifras de Cutts para las otras diócesis, dando un total de poco más de 11 000 familias, o entre 80 000 y 100 000 personas, que viven en alrededor de 425 aldeas. Con 248 sacerdotes, una proporción de aproximadamente un sacerdote por cada 400 creyentes, el patriarcado de Qodshanes no podía servir a sus congregaciones con tanta eficacia como la Iglesia caldea, y casi la mitad de sus aldeas (ciertamente las más pequeñas) no tenían sacerdotes propios.
Al igual que con la Iglesia caldea, la población del patriarcado de Qodshanes (incluidas las comunidades de Urmía que se convirtieron temporalmente a la ortodoxia rusa) parece haber aumentado apreciablemente en las décadas anteriores a la Primera Guerra Mundial. Se hicieron varias estimaciones contemporáneas, que van desde tan solo 18 000 hasta 190 000, y la mayoría de las estimaciones se sitúan entre 70 000 y 150 000, y la opinión informada favorece una cifra de alrededor de 100 000. En 1923 Tfinkdji estimó su población en 1914 en aproximadamente 95 000 (60 000 en Turquía y 30 000 en Persia). La evidencia de dos encuestas de 1900 y 1914 sugiere que la cifra real puede haber estado entre 100 000 y 120 000. El gobierno provincial de Van estimó que había 97 040 siríacos orientales en el sanjacato de Hakkâri en 1900, y el sacerdote siríaco oriental Benjamín Kaldani estimó la población siríaca oriental del distrito de Urmía en 6155 familias (unas 30 000 personas) en 1914. Las estadísticas oficiales de 1900 probablemente incluyen varios miles de caldeos, y las cifras de Kaldani incluyen varios pueblos caldeos del distrito de Salmas. Teniendo en cuenta las deducciones necesarias, la población total del patriarcado de Qodshanes en vísperas de la Primera Guerra Mundial puede haber estado entre 100 000 y 120 000. Si es así, todavía era un poco más grande que la Iglesia caldea, pero la brecha se estaba reduciendo.

## Diócesis de la Iglesia católica caldea, 1830-1918

### La jerarquía de Yohannan VIII Hormizd (1780-1837)
Durante el turbulento reinado de Yohannan Hormizd (1780-1830 como administrador patriarcal y 1830-1837 como patriarca) se consagraron metropolitanos católicos para Amadiya, Kirkuk y Salmas, y un metropolitano nestoriano de Gazarta consagrado por Eliya XI fue suplantado por el metropolitano católico Giwargis Di Natale. Desde 1812 en adelante, durante la suspensión de Yohannan, los patriarcados de Amida y Mosul fueron efectivamente gobernados como una sola entidad por el administrador patriarcal Augustine Hindi. En 1830 se unieron los patriarcados, dando Yohannan Hormizd una jerarquía de ocho diócesis con obispos católicos en: Amida, Mardin, Siirt, Gazarta, Mosul, Amadiya, Kirkuk y Salmas. La tarea de la Iglesia caldea a partir de entonces fue consolidar su posición en los distritos fronterizos de (Gazarta, Amadiya y Aqrah), muchos de cuyos pueblos todavía eran nestorianos y deseaban seguir siéndolo. A mediados del siglo XIX, varios pueblos de los distritos de Gazarta y Aqrah estaban dispuestos a seguir a los obispos nestorianos apoyados por el patriarca de Qodshanes Shemʿon XVII Abraham, abandonando su lealtad tradicional al patriarcado de Mosul.
A pesar de las discordias internas de los reinados de Yohannan Hormizd, Nicolás I Zayʿa y José VI Audo, la segunda mitad del siglo XIX fue un período de considerable crecimiento para la Iglesia caldea, en el que se amplió su jurisdicción territorial, se fortaleció su jerarquía y su membresía casi se duplicó. En 1850 el misionero anglicano George Percy Badger registró la población de la Iglesia caldea como 2743 familias caldeas, o poco menos de 20 000 personas. Las cifras de Badger no se pueden cuadrar con la cifra de poco más de 4000 familias caldeas registradas por Fulgence de Sainte Marie en 1796 ni con cifras ligeramente posteriores proporcionadas por Paulin Martin en 1867. Se sabe que Badger ha clasificado como nestorianos a un número considerable de pueblos del distrito de Aqrah que eran caldeos en este período, y tampoco incluyó varios pueblos caldeos importantes en otras diócesis. Es casi seguro que su estimación es demasiado baja.
| Diócesis | N.º. de aldeas | N.º. de iglesias | N.º. de sacerdotes | Número. de familias | Diócesis | N.º. de aldeas | N.º. de iglesias | N.º. de sacerdotes | N.º. de familias |
| -------- | -------------- | ---------------- | ------------------ | ------------------- | -------- | -------------- | ---------------- | ------------------ | ---------------- |
| Mosul    | 9              | 15               | 20                 | 1160                | Siirt    | 11             | 12               | 9                  | 300              |
| Bagdad   | 1              | 1                | 2                  | 60                  | Gazarta  | 7              | 6                | 5                  | 179              |
| Amadiya  | 16             | 14               | 8                  | 466                 | Kirkuk   | 7              | 8                | 9                  | 218              |
| Amida    | 2              | 2                | 4                  | 150                 | Salmas   | 1              | 2                | 3                  | 150              |
| Mardin   | 1              | 1                | 4                  | 60                  | Total    | 55             | 61               | 64                 | 2743             |

La investigación estadística de Paulin Martin en 1867, después de la creación de las diócesis de Aqrah, Zakho, Basora y Sehna por José Audo, registró una membresía total de la Iglesia de 70 268, más de tres veces más alta que la estimación de Badger. La mayoría de las cifras de población en estas estadísticas se han redondeado al millar más cercano, y también pueden haber sido ligeramente exageradas, pero la membresía de la Iglesia caldea en este período estaba ciertamente más cerca de 70 000 que de los 20 000 de Badger.
| Diócesis | N.º. de aldeas | N.º. de sacerdotes | N.º. de fieles | Diócesis | N.º. de aldeas | N.º. de iglesias | N.º. de fieles |
| -------- | -------------- | ------------------ | -------------- | -------- | -------------- | ---------------- | -------------- |
| Mosul    | 9              | 40                 | 23 030         | Mardin   | 2              | 2                | 1000           |
| Aqrah    | 19             | 17                 | 2718           | Seert    | 35             | 20               | 11 000         |
| Amadiya  | 26             | 10                 | 6020           | Salmas   | 20             | 10               | 8000           |
| Basora   | –              | –                  | 1500           | Sehna    | 22             | 1                | 1000           |
| Amida    | 2              | 6                  | 2000           | Zakho    | 15             | –                | 3000           |
| Gazarta  | 20             | 15                 | 7000           | Kirkuk   | 10             | 10               | 4000           |
|          |                |                    |                | Total    | 160            | 131              | 70 268         |

Un estudio estadístico de la Iglesia caldea realizado en 1896 por JB Chabot incluyó, por primera vez, detalles de varios vicariatos patriarcales establecidos en la segunda mitad del siglo XIX para las pequeñas comunidades caldeas en Adana, Alepo, Beirut, El Cairo, Damasco, Edesa, Kermanshah y Teherán; para las estaciones misioneras establecidas en la década de 1890 en varias ciudades y pueblos del patriarcado de Qodshanes; y para la recién creada diócesis caldea de Urmía. Según Chabot, había estaciones misioneras en la ciudad de Serai d'Mahmideh en Taimar y en las aldeas del distrito de Hakkâri de Mar Behıshoʿ, Sat, Zarne y 'Salamakka' (Ragula d'Salabakkan).
| Diócesis | N.º. de aldeas | N.º. de sacerdotes | N.º. de fieles | Diócesis   | N.º. de aldeas | N.º. de iglesias | N.º. de fieles |
| -------- | -------------- | ------------------ | -------------- | ---------- | -------------- | ---------------- | -------------- |
| Bagdad   | 1              | 3                  | 3000           | Amadiya    | 16             | 13               | 3000           |
| Mosul    | 31             | 71                 | 23 700         | Aqrah      | 12             | 8                | 1000           |
| Basora   | 2              | 3                  | 3000           | Salmas     | 12             | 10               | 10 000         |
| Amida    | 4              | 7                  | 3000           | Urmía      | 18             | 40               | 6000           |
| Kirkuk   | 16             | 22                 | 7000           | Sehna      | 2              | 2                | 700            |
| Mardin   | 1              | 3                  | 850            | Vicariatos | 3              | 6                | 2060           |
| Gazarta  | 17             | 14                 | 5200           | Misiones   | 1              | 14               | 1780           |
| Siirt    | 21             | 17                 | 5000           | Zakho      | 20             | 15               | 3500           |
|          |                |                    |                | Total      | 177            | 248              | 78 790         |

El último estudio de antes de la guerra sobre la Iglesia caldea fue realizado en 1913 por el sacerdote caldeo Joseph Tfinkdji, después de un período de crecimiento constante desde 1896. La Iglesia caldea en vísperas de la Primera Guerra Mundial estaba formada por la arquidiócesis patriarcal de Mosul y Bagdad, otras cuatro arquidiócesis (Amida, Kirkuk, Siirt y Urmía), y ocho diócesis (Aqrah, Amadiya, Gazarta, Mardin, Salmas, Sehna, Zakho y la recién creada diócesis de Van). Desde 1896 se han establecido cinco vicariatos patriarcales más (Ahvaz, Constantinopla, Basora, Ashshar y Deir ez-Zor), lo que da un total de doce vicariatos.
El gran total de 101 610 católicos de Tfinkdji en 199 aldeas es un poco exagerado, ya que sus cifras incluían a 2310 católicos nominales en 21 aldeas 'recién convertidas' o 'semi-nestorianas' en las diócesis de Amida, Siirt y Aqrah, pero está claro que la Iglesia caldea había crecido significativamente desde 1896. Con alrededor de 100 000 creyentes en 1913, la membresía de la Iglesia caldea era solo un poco más pequeña que la del patriarcado de Qodshanes (probablemente 120 000 siríacos orientales como máximo, incluida la población de las aldeas ortodoxas nominalmente rusas en el distrito de Urmía). Sus congregaciones estaban concentradas en muchas menos aldeas que las del patriarcado de Qodshanes, y con 296 sacerdotes, una proporción de aproximadamente tres sacerdotes por cada mil creyentes, su clero la servía de manera bastante más eficaz. Solo alrededor de una docena de aldeas caldeas, principalmente en los distritos de Siirt y Aqrah, no tenían sus propios sacerdotes en 1913.
| Diócesis   | N.º. de aldeas | N.º. de iglesias | N.º. de sacerdotes | N.º. de fieles | Diócesis | N.º. de aldeas | N.º. de iglesias | N.º. de sacerdotes | N.º. de fieles |
| ---------- | -------------- | ---------------- | ------------------ | -------------- | -------- | -------------- | ---------------- | ------------------ | -------------- |
| Mosul      | 13             | 22               | 56                 | 39 460         | Amadiya  | 17             | 10               | 19                 | 4970           |
| Bagdad     | 3              | 1                | 11                 | 7260           | Gazarta  | 17             | 11               | 17                 | 6400           |
| Vicariatos | 13             | 4                | 15                 | 3430           | Mardin   | 6              | 1                | 6                  | 1670           |
| Amida      | 9              | 5                | 12                 | 4,180          | Salmas   | 12             | 12               | 24                 | 10 460         |
| Kirkuk     | 9              | 9                | 19                 | 5840           | Sehna    | 1              | 2                | 3                  | 900            |
| Siirt      | 37             | 31               | 21                 | 5380           | Van      | 10             | 6                | 32                 | 3850           |
| Urmía      | 21             | 13               | 43                 | 7800           | Zakho    | 15             | 17               | 13                 | 4880           |
| Aqrah      | 19             | 10               | 16                 | 2390           | Total    | 199            | 153              | 296                | 101 610        |

Las estadísticas de Tfinkdji también destacan el efecto sobre la Iglesia caldea de las reformas educativas del patriarca José VI Audo. La Iglesia caldea en vísperas de la Primera Guerra Mundial se estaba volviendo menos dependiente del monasterio de Rabban Hormizd y del Colegio de Propaganda para la educación de sus obispos. Diecisiete obispos caldeos fueron consagrados entre 1879 y 1913, de los cuales solo uno (Stephen Yohannan Qaynaya) fue educado íntegramente en el monasterio de Rabban Hormizd. Seis obispos fueron educados en el Colegio de la Propaganda (José Gabriel Adamo, Tomás Audo, Jeremías Timoteo Maqdasi, Isaac Khudabakhash, Teodoro Msayeh y Pedro ʿAziz), y el futuro patriarca José Emmanuel Thomas se formó en el seminario de Ghazir cerca de Beirut. De los otros nueve obispos, dos (Addaï Scher y Francis David) fueron formados en el seminario sirio-caldeo en Mosul, y siete (Philip Yaʿqob Abraham, Yaʿqob Yohannan Sahhar, Eliya Joseph Khayyat, Shlemun Sabbagh, Yaʿqob Awgin Manna, Hormizd Stephen Jibri e Israel Audo) en el seminario patriarcal de Mosul.

### Vicariatos patriarcales caldeos, 1872-1913
Ya se han mencionado los vicariatos patriarcales creados por la Iglesia caldea para su diáspora en el Mediterráneo oriental y en otros lugares, cuyos detalles fueron dados por Chabot en 1896 y por Tfinkdji en 1913. El primer vicariato fue establecido para Alepo en 1872 por el patriarca José VI Audo, y fue seguido por los vicariatos de Constantinopla en 1885, El Cairo en 1890, Adana en 1891, Basora en 1892, Damasco, Beirut, Teherán y Kermanshah en 1895, Deir al-Zor en 1906, Ashshar en 1907 y Ahwaz en 1909. En 1913 quedaron vacantes los vicariatos de Teherán y Kermanshah, pero había vicarios patriarcales para los otros once vicariatos: Paul David, procurador general de la orden Antonina de San Hormisdas, para Roma; Isaac Yahballaha Khudabakhash, exobispo de Salmas, para El Cairo y la pequeña comunidad caldea en Alejandría; Abraham Banna para Ahvaz; Thomas Bajari para Constantinopla; Mansur Kajaji para Basora; Yohannan Nisan para Ashshar; Stephen Awgin para Deir ez-Zor; Mikha'il Chaya para Alepo; Joseph Tawil para Beirut; Marutha Sliba para Damasco; y Stephen Maksabo de Adana.
La mayoría de los vicariatos eran pequeños, con capillas en lugar de iglesias, pero las comunidades caldeas de El Cairo, Basora y Alepo eran lo suficientemente ricas como para construir iglesias importantes. Las iglesias de El Cairo y Basora estaban dedicadas a Mar Antony y Mar Thomas respectivamente. La comunidad caldea de Beirut, que no tenía iglesia ni capilla, adoraba en la iglesia católica siríaca de la ciudad . El vicariato de Adana tenía una población de 600 caldeos en 1896, muchos de los cuales murieron durante los ataques contra los cristianos armenios de la ciudad en 1909.

## Diócesis de la Iglesia asiria del Oriente posteriores a 1918

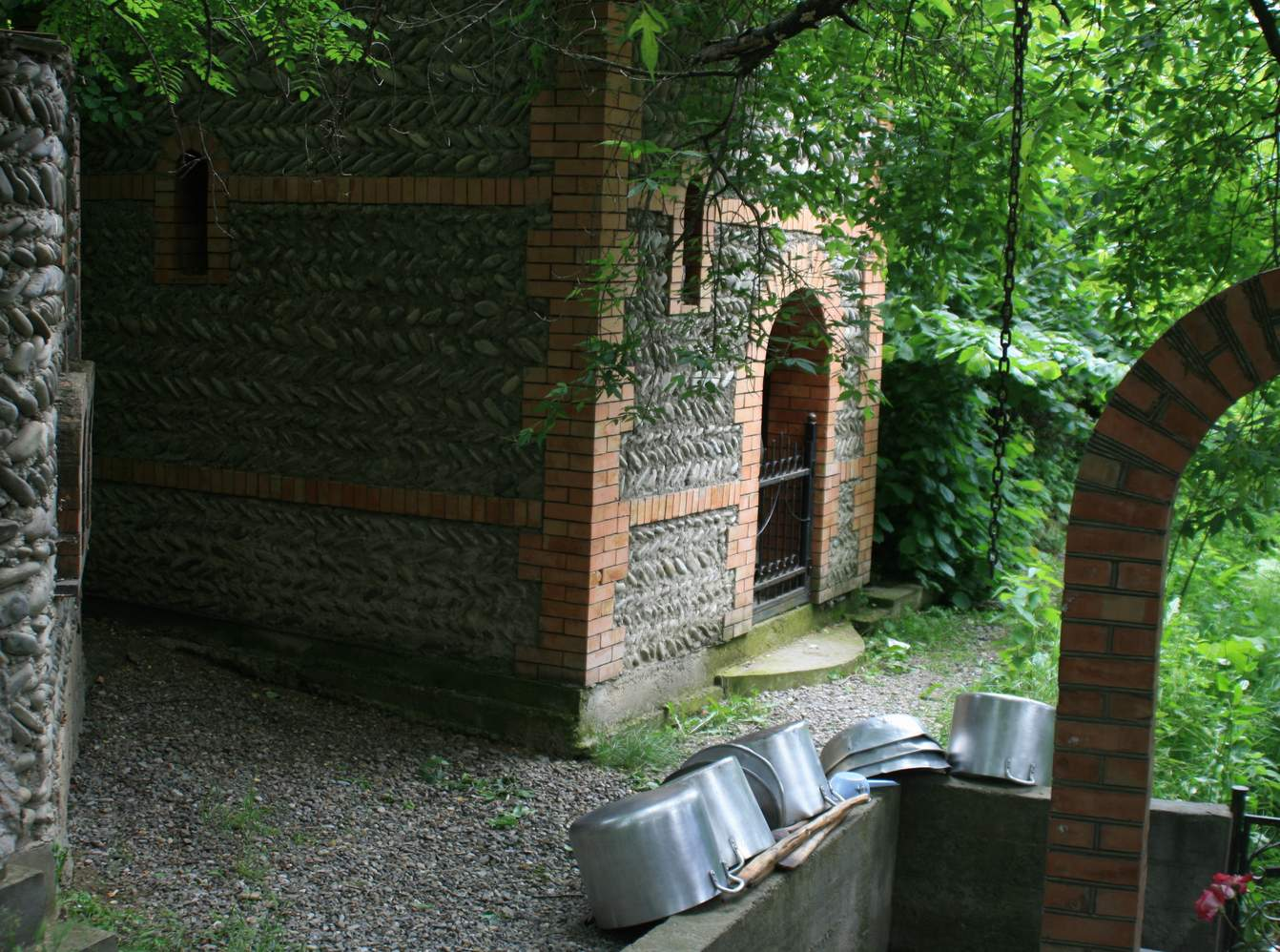
Una iglesia asiria en Georgia

Durante la Primera Guerra Mundial (1914-1918) la estructura eclesiástica de la Iglesia asiria del Oriente se vio gravemente alterada. El período siguiente se caracterizó por el declive de las diócesis tradicionales en Mesopotamia y la creación de nuevas diócesis para las diásporas asiria y caldea.
Después de la muerte del mutran Isaac Hnanishoʿ en 1919 y del patriarca Semʿon XX Pablo en 1920, la jerarquía de la Iglesia asiria del Oriente constaba de cinco obispos: el mutran Joseph Hnanishoʿ; Abimalek Timoteo, metropolitano de India; Zayʿa Sargis, metropolitano de Jilu, Raikan y Baz; Yalda Yahballaha, obispo de Berwari; y Eliya Abuna, exobispo de Alqosh y luego de Taimar. Esta jerarquía persistió hasta el final de la Segunda Guerra Mundial.
Mar Abimalek Timoteo murió en 1945 y fue sucedido como metropolitano de la India por Thomas Darmo. Mar Yalda Yahballaha murió en 1950 y fue sucedido como obispo de Berwari en 1957 por su sobrino Andrew Yahballaha, quien murió en 1973 y no fue reemplazado. Mar Zayʿa Sargis murió en 1951, y fue sucedido como obispo de Jilu por Mar Ishoʿ Sargis, quien murió en 1966. Mar Eliya Abuna se unió a la Iglesia caldea en 1921 y murió en 1956. Mar Joseph Hnanishoʿ murió en 1977, y el cargo de mutran caducó a su muerte. Otros dos obispos fueron consagrados durante la década de 1950 y principios de la de 1960, Mar Philip Yohannan en 1953 para Rawanduz y Mar Hnanya Dinkha, el actual patriarca, en 1962 para Teherán.
La actual jerarquía eclesiástica asiria refleja la distribución cambiante de los cristianos nestorianos como resultado de la emigración después de la Primera Guerra Mundial. La comunidad asiria, que contaba en total con unos 500 000 en 1980, todavía tiene muchos miembros que viven en Irak e Irán, pero su mayor concentración se encuentra en los Estados Unidos, especialmente en Chicago, donde ahora reside Dinkha IV. Este último grupo está compuesto principalmente por inmigrantes que abandonaron Irak después de 1933 y sus descendientes. También hay importantes grupos asirios en Canadá, Australia, Reino Unido, Francia, Países Bajos, Dinamarca y Suecia. También existen pequeñas comunidades asirias en partes de la ex Unión Soviética, descendientes de los asirios que emigraron a Georgia en la segunda mitad del siglo XVIII y de aquellos nestorianos de Urmía que emigraron a Ereván en la década de 1820. También hay una importante diáspora asiria en el Medio Oriente fuera de Irak e Irán, principalmente en Siria, Líbano y Turquía.
Desde el cisma de 1969 la Iglesia asiria del Oriente se ha dividido en dos grupos (Iglesia asiria del Oriente e Iglesia antigua del Oriente). En 1990 la jerarquía de Mar Dinkha (es decir, la Iglesia asiria del Oriente, incluida la Iglesia siria caldea) estaba formada por los siguientes obispos:
- Mar Joseph Sargis, obispo de Jilu, Raikan y Baz (consagrado el 2 de marzo de 1968);
- Mar Timoteo, metropolitano de Trichur (consagrado el 10 de octubre de 1970);
- Mar Narsaï Eliya d'Baz, metropolitano del Líbano y Europa (consagrado en 1971);
- Mar Ephrem Hormizd Khamis, obispo del este de los Estados Unidos (consagrado en 1972);
- Mar Giwargis Sliba, metropolitano de Irak (consagrado el 14 de junio de 1981);
- Mar Bawaï Ashur Soro, obispo del oeste de los Estados Unidos (consagrado el 14 de octubre de 1984);
- Mar Milis Joseph Zayʿa, obispo de Australia (consagrado el 14 de octubre de 1984).[17]
- Mar Emmanuel Rihana, obispo de Canadá (consagrado el 3 de junio de 1990)

Además de los obispos mencionados en esta lista, Fiey también menciona a Mar Yohannan Abraham, obispo de Khabur, Gazarta y Siria desde 1968, que reside en Hasaka y se ocupa de las comunidades siríacas del valle de Khabur. Dinkha IV también ha consagrado recientemente a un obispo de Europa, Mar Odisho Abraham. Otros dos obispos, Nicholas Baso y Claudio Vettorazo, que residen en Sicilia y en Aquileia en el norte de Italia respectivamente, también han estado conectados con el grupo de Mar Dinkha en el pasado, aunque su estado actual es incierto. Un obispo llamado Yaʿqob Barclay también ha sido reconocido recientemente por Dinkha IV como obispo de Jerusalén.
En 1999 Mar Aprim Nathaniel fue consagrado obispo de la diócesis vacante de Siria. En el mismo año, las provincias de Dohuk y Arbil se separaron de la arquidiócesis de Irak bajo Mar Gewargis Sliwa y se consagró un nuevo obispo, Mar Isaac Yousif con residencia en Dohuk. Además, ambos obispos iraquíes se hicieron responsables del cuidado pastoral de los asirios en Rusia, Armenia, Georgia y Ucrania. Mar Yosip Sargis tiene su sede en Modesto en California desde 2002 y desde entonces se ha jubilado.
Mar Bawai Soro de California Occidental fue suspendido en 2005, y fue reemplazado por un nuevo obispo de California, Mar Awa Royel en 2008. Mar Narsai DeBaz de Líbano murió en 2010 y desde entonces la diócesis ha estado bajo el cuidado pastoral de Mar Meelis Zaia. La arquidiócesis de la India también vio la consagración de dos nuevos obispos en 2010, Mar Yohannan Joseph y Mar Awgin Kuriakose. En el mismo año se consagró un nuevo obispo para Irán, Mar Narsai Benjamin.
Mar Paulus Benjamin fue consagrado como obispo del este de los Estados Unidos en 2012.
La antigua Iglesia del Oriente apareció como resultado de un cisma en la Iglesia bajo Mar Shimun. El entonces metropolitano suspendido de la India, Mar Thoma Darmo, fue invitado a Bagdad en 1968 por el coronel Yosip Khoshaba. Juntos crearon la antigua Iglesia del Oriente. Shlemun Giwargis fue consagrado Mar Addai como metropolitano de Bagdad, George Mooken fue consagrado Mar Aprem como metropolitano de India y Mar Poulose obispo de India. En diciembre de 1969 Mar Addai ordenó a Mar Narsai Toma como metropolitano de Kirkuk y Mar Toma Giwargis como metropolitano de Mosul.
Mar Daniel Yakob, que había sido consagrado obispo en la nueva rama neocalendarista por Mar Yosip Khnanisho en 1973, había dejado su diócesis en Kirkuk a principios de la década de 1980 y fue aceptado en la Iglesia y nombrado obispo para Estados Unidos y Canadá. Mar Yakob Daniel fue consagrado obispo de Siria y elevado como metropolitano en diciembre de 1995. Fue trasladado a Australia y Nueva Zelanda en julio de 2005. Mar Emmanuel Elia se consagró como auxiliar patriarcal en 1993 y se trasladó a Estados Unidos en 1994 hasta su dimisión en 2011. Mar Timotheus Shallita, de la familia de Mar Yawallaha de Barwar, que había sido consagrado por la Iglesia ortodoxa siriana en 1958, fue aceptado metropolitano en 1995 y designado para Europa. Mar Shallita Shallita y Mar Toma Giwargis se jubilaron más tarde en 2012.
En abril de 2009 se consagraron dos obispos, a saber, Mar Zaia Khoshaba para Bagdad y Mar Aprem David para Dohuk, este último que dimitió en 2011. En agosto de 2011, Mar Mari Emmanuel fue consagrado obispo de Sídney. Mar Gewargis Younan fue consagrado obispo de Chicago en junio de 2014, y poco después, Mar Zaia fue elevado como metropolitano de América del Norte. Mar Narsai Toma murió en 2014 como metropolitano de Kirkuk.
En 1990, la jerarquía de Mar Addaï (es decir, la Iglesia antigua del Oriente) estaba formada por los siguientes obispos:
- Mar Aprem Mooken, metropolitano de Trichur, India (consagrado el 22 de septiembre de 1968);
- Mar Narsaï Thomas, metropolitano de Kirkuk (consagrado en diciembre de 1969);
- Mar Thomas Giwargis Soro, metropolitano de Mosul (consagrado en diciembre de 1969, nombrado en 1972);
- Mar Paul, obispo de Trichur (consagrado el 13 de septiembre de 1968); y
- Mar Daniel Yaʿqob, obispo de los Estados Unidos (consagrado en 1973).[18]

A partir de 2014, la jerarquía de Mar Addai (es decir, la Iglesia antigua del Oriente) consta de los siguientes obispos:
- Mar Yacoub Daniel, metropolitano de Australia y Nueva Zelanda;
- Mar Zaia Khoshaba, metropolitano de América del Norte;
- Mar Gewargis Younan, obispo de Chicago.

## Diócesis de la Iglesia católica caldea posterior a 1918
En vísperas de la Primera Guerra Mundial, en 1913, la Iglesia caldea se organizó en una arquidiócesis patriarcal de Mosul y Bagdad, cuatro arquidiócesis (Amida, Kirkuk, Siirt y Urmía) y ocho diócesis (Aqrah, Amadiya, Gazarta, Mardin, Salmas, Sehna, Van y Zakho). También hubo una serie de vicariatos patriarcales para comunidades aisladas en Egipto, Siria, Turquía, Persia y el sur de Irak.
Muchas de las diócesis caldeas sufrieron terribles dificultades y persecución durante la Primera Guerra Mundial. En 1928, según una estadística oficial preparada por la Sagrada Congregación pro Ecclesia Orientali, la Iglesia caldea (excluidos los vicariatos) tenía menos de 44 000 miembros, en comparación con más de 101 000 en 1913. Las diócesis de Kirkuk y Sehna, bien al sureste de la zona de guerra, escaparon relativamente ilesas, pero todas las demás diócesis caldeas habían perdido más de la mitad de su población cristiana como resultado de la guerra. En la arquidiócesis patriarcal de Mosul, la mayor de las diócesis caldeas, había sólo 18 350 caldeos en 1928, en comparación con poco menos de 32 000 en 1913. En las diócesis de Zakho y Amadiya también hubo grandes pérdidas, aunque su alcance se ocultó en las estadísticas de 1928 porque estas dos diócesis sostenían en ese momento a una importante población de refugiados caldeos. En las diócesis de Van, Amida, Siirt, Gazarta, Mardin y Salmas, las pérdidas fueron simplemente catastróficas. Estas seis diócesis solo podían reunir 4500 caldeos en 1928, en comparación con 33 840 en 1913.
| Diócesis       | N.º. de aldeas | N.º. de sacerdotes | N.º. de fieles |
| -------------- | -------------- | ------------------ | -------------- |
| Mosul y Bagdad | 10             | 50                 | 18 350         |
| Amadiya        | 18             | 22                 | 3765           |
| Amida          | 1              | 3                  | 500            |
| Kirkuk         | 7              | 18                 | 4800           |
| Siirt          | -              | -                  | 1600           |
| Urmía          | 10             | 10                 | 2500           |
| Aqrah          | -              | -                  | 1000           |

| Diócesis | N.º. de aldeas | N.º. de iglesias | N.º. de fieles |
| -------- | -------------- | ---------------- | -------------- |
| Gazarta  | -              | -                | 1600           |
| Mardin   | 1              | 2                | 400            |
| Salmas   | 1              | 1                | 400            |
| Sehna    | 3              | 5                | 894            |
| Van      | -              | -                | -              |
| Zakho    | 16             | 18               | 8000           |
| Total    | 137            | 129              | 43 809         |

Estas grandes pérdidas se reflejaron en una serie de cambios en la jerarquía episcopal tradicional de la Iglesia caldea. En 1915, Yaʿqob Awgin Manna, vicario patriarcal de Van, abandonó el distrito y, tras la posterior masacre de los cristianos en la región de Van, el vicariato no revivió al final de la guerra. Addaï Scher, arzobispo de Siirt, y Philip Yaʿqob Abraham, arzobispo de Gazarta, fueron asesinados en 1915, y ninguna diócesis revivió después de la guerra. En 1929 la arquidiócesis caldea de Amida decayó tras la muerte de su último arzobispo, Shlemun Mushe al-Sabbagh. En 1930 la antigua diócesis de Salmas se unió a la arquidiócesis de Urmía, establecida en 1890.
Al mismo tiempo, se requerían nuevos arreglos para la creciente diáspora caldea en Siria y Líbano. Los vicariatos patriarcales se habían establecido antes de la Primera Guerra Mundial para las comunidades caldeas de Alepo, Damasco y Deir ez-Zor. También había una comunidad caldea en Alejandreta, y después de la Primera Guerra Mundial se creó un único vicariato patriarcal de Siria para estas cuatro comunidades. En 1937 este vicariato contaba con 3326 caldeos, 6 sacerdotes y 4 iglesias. Un número considerable de asirios y caldeos abandonaron Irak en la década de 1930 y fueron reasentados en el valle de Khabur en el norte de Siria, y se creó una nueva diócesis caldea de Siria y Líbano para estas comunidades y para los caldeos de Beirut. El primer obispo de Siria y Líbano fue Gabriel Naʿmo, quien tuvo su sede desde 1939 hasta 1957 en Alepo. En 1937 la diócesis contaba con 3107 caldeos, con 11 sacerdotes y 2 iglesias.
Según las cifras publicadas en 1938 por Stephen Kajo, el vicario patriarcal de Mosul, la población de la Iglesia caldea era algo más de 140 000 en 1937. Esta es una cifra sorprendentemente alta en comparación con las estadísticas de 1928, pero es posible reconciliar las dos cifras. La estimación de 1928, hecha en circunstancias difíciles con un número considerable de cristianos caldeos desplazados en campos de refugiados, bien puede haber subestimado la verdadera fuerza de la Iglesia caldea en Mesopotamia y no tuvo en cuenta la gran emigración caldea después de la Primera Guerra Mundial. La estadística de 1937, por otro lado, incluía un número significativo de cristianos siríacos orientales que eran solo nominalmente caldeos o que se habían convertido muy recientemente. La estadística contaba como caldeos no solo los pueblos caldeos tradicionales anteriores a 1914, distritos de Aqrah, Amadiya y Berwari, anteriormente nestorianos en simpatía. Estos pueblos fueron restablecidos después de 1918 por refugiados asirios (la mayoría de los cuales habrían sido nestorianos), y parece que recibieron sacerdotes caldeos poco después.
| Diócesis        | N.º. de iglesias | N.º. de sacerdotes | N.º. de fieles |
| --------------- | ---------------- | ------------------ | -------------- |
| Bagdad y Basora | 6                | 13                 | 29 578         |
| Mosul           | 24               | 40                 | 44 314         |
| Kirkuk          | 8                | 18                 | 7620           |
| Zakho           | 16               | 18                 | 10 852         |
| Amadiya         | 16               | 17                 | 5457           |
| Aqrah           | 13               | 5                  | 2779           |
| Urmía           | -                | -                  | 6000           |
| Salmas          | -                | 4                  | 3350           |

| Diócesis       | N.º. de iglesias | N.º. de sacerdotes | N.º. de fieles |
| -------------- | ---------------- | ------------------ | -------------- |
| Amida          | 1                | 1                  | 315            |
| Mardin         | 1                | 1                  | 400            |
| Siirt          | 0                | 0                  | 3500           |
| Gazarta        | 1                | 1                  | 2250           |
| Siria y Líbano | 2                | 11                 | 3107           |
| Vicariatos     | 8                | 14                 | 9177           |
| Emigración     | 0                | 4                  | 9889           |
| Sehna          | 2                | 5                  | 1932           |
| Total          | 98               | 163                | 140 720        |

Al comienzo de la Segunda Guerra Mundial el patriarca caldeo residía en Bagdad, y su episcopado estaba formado por cuatro arquidiócesis (Kirkuk, Sehna, Basora y Urmía-Salmas) y seis diócesis (Amadiya, Aqrah, Mardin, Mosul, Siria y Líbano y Zakho). También hubo vicariatos patriarcales para Siria, Turquía y Egipto.
Ha habido una serie de otros cambios en la jerarquía de la Iglesia caldea en el último medio siglo. La diócesis de Mardin dejó de existir en 1941 tras la muerte de su último obispo, Israel Audo. En 1957 se disolvió la diócesis de Siria y Líbano. Se creó una nueva diócesis de Alepo para Siria, mientras que los caldeos de Beirut recibieron un coadjutor, con el rango titular de obispo y el derecho de sucesión. (El patriarca Raphael I Bidawid fue coadjutor de Beirut de 1966 a 1989). En 1960 se creó una nueva diócesis para Alqosh. En 1962 Bagdad fue puesto bajo un auxiliar patriarcal, con el rango titular de obispo. En enero de 1966 se estableció una arquidiócesis para Ahvaz en el sur de Irán, donde un número significativo de caldeos trabajaba en la industria petrolera. En 1968 Erbil se separó de la diócesis de Kirkuk y revivió su antiguo estatus como arquidiócesis. En 1971 la archidiócesis de Sehna pasó a llamarse Teherán. Este cambio de nombre reflejó una decisión tomada tres décadas antes por el arzobispo Joseph Cheikho de Sehna, quien trasladó su sede a Teherán en 1944 en reconocimiento al constante crecimiento de la población caldea de la capital iraní.
Hasta hace poco, la Iglesia caldea no nombraba obispos para su diáspora, prefiriendo administrarlos a través de vicarios patriarcales. Esta política cambió gradualmente después de la Segunda Guerra Mundial. El vicariato patriarcal de Turquía, establecido en 1865, fue reemplazado en 1966 por una diócesis en Estambul. Estambul es ahora la única ciudad de Turquía con un obispo caldeo. En 1980 el vicariato patriarcal de Egipto también fue reemplazado por una diócesis en El Cairo. En 1982 se estableció un exarcado apostólico para los Estados Unidos y se nombró un obispo para el exarcado con su sede en Detroit. En 1987 la pequeña comunidad caldea de Australia estaba bajo el cuidado de un vicario patriarcal.

### La jerarquía caldea, 1990
La jerarquía caldea en 1990 era la siguiente:
- Raphael I Bidawid, patriarca de Babilonia (desde 1989);
- Andrew Sana, arzobispo de Kirkuk (desde 1977);
- Joseph Cheikho, metropolitano de Sehna (desde 1944);
- Yohannan Issayi, arzobispo de Teherán (desde 1972);
- Thomas Mayram, metropolitano de Urmía y Salmas (desde 1973);
- Joseph Thomas, arzobispo de Basora (desde 1984);
- Stephen Babekka, arzobispo de Erbil (desde 1969);
- Giwargis Garmo, arzobispo de Mosul (desde 1980);
- Yohannan Zora, arzobispo de Ahvaz (desde 1974);
- Antony Audo, obispo de Alepo (desde 1992);
- Ablahad Sana, obispo de Alqosh (desde 1961);
- Yohannan Qello, obispo de Amadiya (desde 1973);
- Ibrahim Ibrahim, obispo del este de los Estados Unidos (desde 1982);
- Joseph Abraham Sarraf, obispo de El Cairo (desde 1984);
- ʿAbdalahad Rabban, obispo de Aqrah y administrador patriarcal de Solimania (desde 1980); y
- Emmanuel Delly, arzobispo titular de Kashkar y auxiliar patriarcal de Bagdad (desde 1962).

Una estadística publicada recientemente le dio a la Iglesia caldea una membresía total de 285 639 en 1995, de los cuales casi 150 000 vivían en Bagdad y sus alrededores, 21 000 en el distrito de Mosul y 60 000 en Estados Unidos. Según esta estadística, la Iglesia tenía 149 220 miembros en Bagdad, 5325 en el distrito de Kirkuk, 10 500 en el distrito de Erbil, 4500 en Ashshar y Basora, 20 944 en el distrito de Mosul, 4500 en Teherán, 1500 en los distritos de Urmía y Salmas, 350 en Ahvaz, 10 000 en el Líbano, 500 en Egipto, 15 000 en Siria, 3300 en Turquía y 60 000 en América.

### La jerarquía caldea, 2009
Ha habido varios cambios en la jerarquía caldea durante las últimas dos décadas.
Ha habido varios titulares de la arquidiócesis de Erbil desde su reactivación. El arzobispo Hanna Marko de Erbil murió el 23 de octubre de 1996 a la edad de 59 años, y fue sucedido por Yaʿqob Ishaq (julio de 1997 a mayo de 1999). Después de una breve vacante, fue reemplazado por Yaʿqob Denha Scher el 12 de enero de 2001. Yaʿqob Denha Scher murió en el cargo el 8 de enero de 2005, a la edad de 70 años. Desde entonces, la arquidiócesis de Erbil ha sido administrada por el obispo Rabban Al-Qas de Amadiya, en calidad de administrador apostólico.
Yohannan Issayi, arzobispo de Teherán, murió el 7 de febrero de 1999 y fue sucedido el mismo día por Ramzi Garmo, arzobispo coadjutor de Teherán desde el 5 de mayo de 1995.
ʿAbdalahad Rabban, obispo de Aqrah y administrador apostólico de Solimania, murió el 25 de julio de 1999. La diócesis de Aqrah ha permanecido vacante desde su muerte, y los pocos caldeos que quedan en el distrito de Aqrah quedaron bajo el cuidado de un apóstol administrador, el padre Youhanna Issa.
Giwargis Garmo murió en 1999 y fue sucedido como arzobispo de Mosul en febrero de 2001 por Paulos Faraj Rahho.
En febrero de 2001, Shlemon Warduni fue consagrado auxiliar patriarcal para Bagdad por el patriarca Raphael I Bidawid.
Giwargis Garmo died in 1999 and was succeeded as archbishop of Mosul in February 2001 by Paulos Faraj Rahho.
En diciembre de 2001 se hicieron tres nombramientos importantes. Los obispos ancianos Ablahad Sana de Alqosh y Yohannan Qello de Amadiya fueron reemplazados por Mikha Pola Maqdassi y Rabban Al-Qas, respectivamente. Al mismo tiempo, Petros Hanna Issa al-Harboli fue consagrado obispo de Zakho, después de una vacante de catorce años en la diócesis tras la muerte de su anterior obispo Stephen Kajo en diciembre de 1987.
En 2002 se creó una nueva Eparquía de San Pedro Apóstol, con sede en El Cajón, California, para la diáspora caldea del oeste de los Estados Unidos. Sarhad Joseph Jammo fue consagrado para esta diócesis el 25 de julio de 2002.
Louis Sako sucedió a Andrew Sana como arzobispo de Kirkuk el 24 de octubre de 2002. Andrew Sana, quien se jubiló el 27 de septiembre de 2003 y murió en 2013.
El patriarca Raphael I Bidawid murió el 7 de julio de 2003 y fue sucedido como patriarca de Babilonia el 3 de diciembre de 2003 por Emmanuel III Delly.
En octubre de 2006, Jibrail Kassab, exarzobispo de Basora, fue consagrado arzobispo de Sídney, una nueva arquidiócesis creada para la creciente diáspora caldea en Australia y Nueva Zelanda. La archieparquía de Basora ha permanecido vacante desde este nombramiento.
Paulos Faraj Rahho, arzobispo de Mosul, fue secuestrado el 29 de febrero de 2008 y asesinado durante el secuestro o muy poco después. Fue la víctima caldea más eminente del ciclo continuo de violencia y desorden en Irak desde la invasión liderada por Estados Unidos de 2003. Fue sucedido por Emil Shimoun Nona, cuya elección fue confirmada por la Santa Sede el 13 de noviembre de 2009.
En 2010, a la diócesis vacante de Erbil se le asignó un nuevo arzobispo, Bashar Matti Warda. El arzobispo Hanna Zora, que había establecido su residencia en Canadá desde 1991, fue formalmente reconocido como jefe de la recién creada eparquía de Mar Addai de Toronto en julio de 2011. Se jubiló en mayo de 2014. Aún no se ha designado un sucesor.
El cardenal Emmanuel III Delly se retiró en diciembre de 2012 y fue reemplazado por el arzobispo Louis Sako de Kirkuk en enero de 2013.
En 2014 se hicieron los siguientes nombramientos: Yousif Mirkis como arzobispo de Kirkuk y Solimania, Saad Sirop como auxiliar patriarcal, Habib Al-Naufaly como arzobispo de Basora, Bawai Soro como auxiliar en la eparquía de San Pedro en San Diego y Occidente de Estados Unidos, Frank Kalabat como obispo de Santo Tomás de Detroit y el este de Estados Unidos. El obispo Ibrahim Ibrahim de la eparquía de Santo Tomás se retiró en mayo de 2014.
El episcopado caldeo para noviembre de 2009 era el siguiente:
- Emmanuel III Delly, patriarca de Babilonia (desde 2003);
- Emil Shimoun Nona, arzobispo de Mosul (desde noviembre de 2009);
- Louis Sako, arzobispo de Kirkuk (desde octubre de 2002);
- Ramzi Garmo, arzobispo de Teherán (desde febrero de 1999);
- Thomas Mayram, metropolitano de Urmía y Salmas (desde 1973);
- Yohannan Zora, arzobispo de Ahvaz (desde mayo de 1974);
- Jibrail Kassab, arzobispo de Sídney (desde octubre de 2006);
- Yaʿqob Ishaq, obispo de la curia de Babilonia y arzobispo titular de Nísibis (desde diciembre de 2005);
- Andrew Abuna, obispo de la curia de Babilonia y arzobispo titular de Hirta (desde enero de 2003);
- Mikha Pola Maqdassi, obispo de Alqosh (desde diciembre de 2001);
- Antony Audo, obispo de Alepo (desde enero de 1992);
- Rabban Al-Qas, obispo de Amadiya (desde diciembre de 2001) y administrador apostólico de Erbil;
- Petros Hanna Issa al-Harboli, obispo de Zakho (desde diciembre de 2001);
- Ibrahim Ibrahim, obispo del este de los Estados Unidos (desde abril de 1982);
- Sarhad Joseph Jammo, obispo del oeste de Estados Unidos (desde julio de 2002); y
- Shlemon Warduni, auxiliar patriarcal de Bagdad (desde 2001).